# Hrabstwo Chambers (Teksas)

Piramida wieku hrabstwa

Hrabstwo Chambers – hrabstwo położone w Stanach Zjednoczonych we wschodniej części stanu Teksas, nad Zatoką Meksykańską. Utworzone w 1858 r., poprzez wydzielenie terytorium z hrabstw Jefferson i Liberty. Należy do obszaru metropolitalnego Houston. Największym miastem hrabstwa jest Baytown City, lecz siedzibą władz hrabstwa jest Anahuac. Nazwa hrabstwa pochodzi od nazwiska Thomasa Jeffersona Chambersa, prawnika i jednego z przywódców rewolucji teksańskiej.
Na terenie hrabstwa znajduje się rezerwat przyrody, objęty ochroną w ramach systemu National Wildlife Refuge o nazwie Anahuac National Wildlife Refuge.

## Sąsiednie hrabstwa
- Hrabstwo Liberty (północ)
- Hrabstwo Jefferson (wschód)
- Hrabstwo Galveston (południowy zachód)
- Hrabstwo Harris (zachód)

## Gospodarka
Najpopularniejsze sektory zatrudnienia dla mieszkańców hrabstwa Chambers to: produkcja (3788 osób), budownictwo (2299 osób) i usługi edukacyjne (2108 osób). 
Hrabstwo zajmuje 15. miejsce w stanie pod względem dochodów z akwakultury i 42. pod względem wydobycia ropy naftowej. Mniejszą rolę spełniają wydobycie gazu ziemnego, uprawa ryżu, orzechów pekan, oraz hodowle koni i przemysł mleczny. 

## Główne drogi
Przez teren hrabstwa przebiega autostrada międzystanowa oraz kilka dróg stanowych:
- Autostrada międzystanowa nr 10
- Droga stanowa nr 61
- Droga stanowa nr 65
- Droga stanowa nr 146

## Miasta
- Anahuac
- Beach City
- Cove

## CDP
- Oak Island
- Stowell
- Winnie

## Demografia
Według danych z 2020 roku liczy 46,6 tys. mieszkańców, w tym byli:
- biali nielatynoscy – 63%
- Latynosi – 26,3%
- czarni lub Afroamerykanie – 8,4%
- Azjaci – 1,5%
- rdzenna ludność Ameryki – 1,1%.

## Religia
Hrabstwo posiada najwyższy odsetek zielonoświątkowców w stanie Teksas, który wynosi ponad 10%. Do największych organizacji należą:
| Lp. | Kościół                              | Liczba wspólnot | Liczba członków (2010) | Liczba członków (2020) | Procent ludności |
| --- | ------------------------------------ | --------------- | ---------------------- | ---------------------- | ---------------- |
| 1.  | Kościół katolicki                    | 3               | 3926                   | 5151                   | 11,1%            |
| 2.  | Zbory Boże                           | 2               | 1033                   | 3333                   | 7,2%             |
| 3.  | Południowa Konwencja Baptystów       | 14              | 2644                   | 3246                   | 7,0%             |
| 4.  | Zjednoczony Kościół Metodystyczny    | 7               | 2070                   | 1592                   | 3,4%             |
| 5.  | Kościół Boży w Chrystusie            | 1               |                        | 1100                   | 2,4%             |
| 6.  | Zjednoczony Kościół Zielonoświątkowy | 3               |                        |                        |                  |